# Audible (futbol amerykański)
Audible - zmiana zagrywki w futbolu amerykańskim. 
Audible jest ogłaszana przez rozgrywającego lub zawodnika dowodzącego formacją obrony w momencie, gdy zawodnicy są już ustawieni przy line of scrimmage. Zagrywka ta jest inna od tej, która była ustalona w huddle. Audible, czyli zmiana zagrywki, jest stosowana wtedy, gdy rozgrywający uzna, że dana akcja nie ma szans powodzenia przy danym ustawieniu formacji obrony drużyny przeciwnej, bądź gdy kapitan formacji obrony zorientuje się, że aktualne ustawienie nie pomoże w szybkim zatrzymaniu rywali.